# Ray (L'Arc-en-Ciel)
Ray è il settimo album del gruppo giapponese dei L'Arc~en~Ciel. È stato pubblicato il 1º luglio 1998 dalla Ki/oon Records, contemporaneamente a Ark ed ha raggiunto la seconda posizione della classifica Oricon, rimanendo in classifica per ventidue settimane e vendendo 2 129 290 copie.

## Tracce
1. Shi no Hai (死の灰) - 4:08
2. It's the End - 3:25
3. Honey - 3:48
4. Sell my Soul - 4:39
5. Snow Drop (Ray Mix) - 4:33
6. L'heure - 4:04
7. Kasou (花葬) - 5:13
8. Shinshoku ~Lose Control~ (浸食 ～lose control～) - 4:45
9. Trick - 3:47
10. Ibara no Namida (いばらの涙) - 5:22
11. The Silver Shining - 5:40